# La signora Arlecchino
La signora Arlecchino è un film muto italiano del 1918 diretto da Mario Caserini.